# Vorlesungen über Zahlentheorie
Vorlesungen über Zahlentheorie (Forelæsninger om Talteori) er en bog om talteori udgivet i første udgave i 1863. Bogen er udgivet af den tyske matematiker Richard Dedekind, elev af P.G.L. Dirichlet. Bogen baserer sig på forelæsningsnoter fra et kursus Dirichlet gav på Georg-August-Universität i Göttingen 1856-1857 og har begge matematikere angivet som forfattere, men bogen er udgivet posthumt for Dirichlets vedkommende. Dedekind tilføjede adskillige appendikser, hvor han løbende i de følgende udgaver udviklede sin ideal-teori. Den mest aksiomatiske tilgang findes angiveligt i fjerde udgave (1894).